# Oluf Holgersen Ulfstand
Oluf Holgersen Ulfstand, til Bønnet på Falster, død 1529, var en dansk adelsmand, rigsråd og lensmand. 
Han sad i en længere årrække som lensmand på Nykøbing, og havde samtidigt Engelsborg i nogle år. Han var bygherren bag Bønnet på Falster, der lignede meget hans halvstorebror Jens Holgersen Ulfstands borg Glimmingehus i Skåne.